# Merkur Spiel-Arena
Esprit Arena je višenamjenski zatvoreni stadion u Düsseldorfu, Njemačka. Koristi se najčešće za nogomet. Gradio se od 2002., da bi bio otvoren 2004.
Na ovom je stadionu održana Pjesma Eurovizije 2011.
Na njemu se igra Europsko prvenstvo u rukometu – Njemačka 2024.

## Vanjske poveznice
- Službene stranice